# Mouhour
Mouhour (ou Muhura) est un village de l'Extrême-Nord du Cameroun, situé dans le canton de Matakam, dans la commune de Mokolo et le département du Mayo-Tsanaga. Mouhour constitue un léger massif sur le plateau du haut Louti.

## Population
Lors du troisième recensement général de la population et de l'habitat du Cameroun, le dénombrement de la population du village comptait 2812 habitants donc 1387 de sexe masculin et 1425 de sexe féminin. 

## Ethnie et langue
Mouhour fait partie de la zone Sud de l'aire linguistique Mefele. Les locuteurs de cette langue sont tenus pour Mafas par l'administration centrale. Ils ne se désignent pas eux-mêmes comme Mafas et les Mafas les nomment Boulahay.
Mouhour est aussi le nom d'une ethnie peuplant la région.